# Le char
Le char (Der Streitwagen) ist eine Opéra-comique in einem Akt von Émile Pessard, die 1878 in der Opéra-Comique in Paris uraufgeführt wurde. Das Libretto stammt von Paul Arène und Alphonse Daudet.

## Übersicht
Die Handlung der Oper beruht auf einer französischen Verserzählung aus dem 13. Jahrhundert, die
auf einen älteren arabischen Schwank zurückgeht. Alexander (der Große) vernachlässigt seine Staatsgeschäfte über der Liebe zu einer Frau. Sein Lehrer Aristoteles mahnt ihn an seine Pflichten, und Alexander zieht sich von seiner Geliebten zurück. Als sie den Grund ihrer Vernachlässigung erfährt, macht sie den Lehrer in sich verliebt und treibt ihn dazu, ihr als Reittier zu dienen. Alexander ertappt den Lehrer bei seinem lächerlichen Liebesdienst, und beide müssen erkennen, dass die Liebe über alle und alles siegt. Die Anekdote von Aristoteles als Reitpferd fand in Literatur und Kunst zahlreiche Bearbeitungen, meist unter dem Titel Aristoteles und Phyllis.
Der Ausgangspunkt der Handlung ist das „Verliegen“ Alexanders. (Diesen Begriff prägte Hartmann von Aue in seiner Verserzählung Erec, in der der Held nach seiner Hochzeit kaum noch aus dem Ehebett herauskommt.) Der gutmeinende alte Lehrer glaubt sich längst von der Liebe entwöhnt und kann daher leicht seinen Herrn zur Ordnung rufen. Aber er rechnet nicht mit Weiberlist und -macht, die den alten Herrn der Lächerlichkeit preisgibt und dazu führt, dass die geliebte Frau ihren Liebhaber zurückgewinnt. Die köstliche Anekdote bietet dem Leser außer einer glimpflichen Moral auch das Vergnügen, zwei Große auf Normalmaß zurückgeschraubt zu sehen: den großen Alexander, der von der Liebe überwältigt wird, und den hehren Philosophengreis, den die Leidenschaft überrumpelt.
Die Handlung der Oper weicht in einigen Punkten von der der mittelalterlichen Erzählung ab. Alexander ist kein König, der seine Staatsgeschäfte vernachlässigt, sondern ein Prinz, der seine Schülerpflichten schleifen lässt. Er entbrennt für die Sklavin Briseis, die sich nach ihrer gallischen Heimat sehnt und seine Liebe nicht erwidert. Der alte Aristoteles entpuppt sich als Rivale um die Gunst der schönen Sklavin, er dient ihr aber nicht als Reittier, sondern als Zugtier eines Streitwagens. Am Ende siegt nicht die Liebe, sondern der Freiheitswille der Sklavin, die von dem Prinzen in ihre geliebte Heimat entlassen wird.

## Handlung
Ort: Hof eines Landguts von König Philipp in Makedonien.
Prinz Alexander, der schon erwachsene Sohn des mazedonischen Königs Philipp, wird von dem Philosophen Aristoteles im Rechnen unterrichtet. Zwischen beiden entwickelt sich ein lebhaftes Schüler-Lehrer-Geplänkel:

„„2 x 3 = 6, 2 x 6 = 13.“ – „Oh Prinz, zählen Sie doch Ihre Kiesel. 2 x 9 ist wieviel?“ – „16“. – „Bei Jupiter! Wo sind Sie denn mit Ihren Gedanken?“ – „Gewiss hat mir die Liebe das Gehirn getrübt, seitdem ich diese neue Sklavin erblickte, die im Brunnen ihr Spiegelbild betrachtete. Ich denke nur noch an ein Wiedersehen mit ihr.““

Die Rechenstunde geht weiter, und Alexander verzweifelt: „Oh, diese Zahlen, wie ich sie verabscheue! Muss man an einem so schönen Tag denn am Tisch des Pythagoras sitzen, wenn das Herz voll Liebe ist?“
Plötzlich kommt Briseis, die „unsterbliche Venus“, deren Silberlachen Alexander nicht mehr aus dem Kopf geht. Während Briseis am Brunnen ihre Wäsche auswringt, setzen die beiden Männer halbherzig ihre Rechenstunde fort und senden begehrliche Blicke nach der schönen Wäscherin aus. Sie befragen sie nach ihrer Herkunft, aber anders als die Männer glauben, stammt sie nicht aus einem reichen, warmen Land, sondern aus Gallien, einem „Land des Nebels und der großen Wälder“, und der Reichtum ihrer Heimat seien keine Edelsteine, sondern die herrlichen Mädchen des Landes. Da keiner der beiden Männer den anderen mit Briseis allein lassen will, machen sie sich unwillig auf zu einem gemeinsamen Spaziergang.
Allein gelassen sinniert Briseis über ihr Dasein als Sklavin. Sie kann sich vor Verehrern kaum retten, und der liebste von allen ist ihr noch Alexander, aber ihr Herz gewinnen wird nur der, der sie zurückbringt in ihre neblige Heimat. Während Aristoteles unter einem Amor-Standbild gelehrte Reden hält, kehrt Alexander unbemerkt zu Briseis zurück. Um ihr zu gefallen, trägt er sich an, ihr beim Wäscheaufhängen zu helfen, und es gelingt ihm, der Widerstrebenden dabei einige Küsse zu rauben.

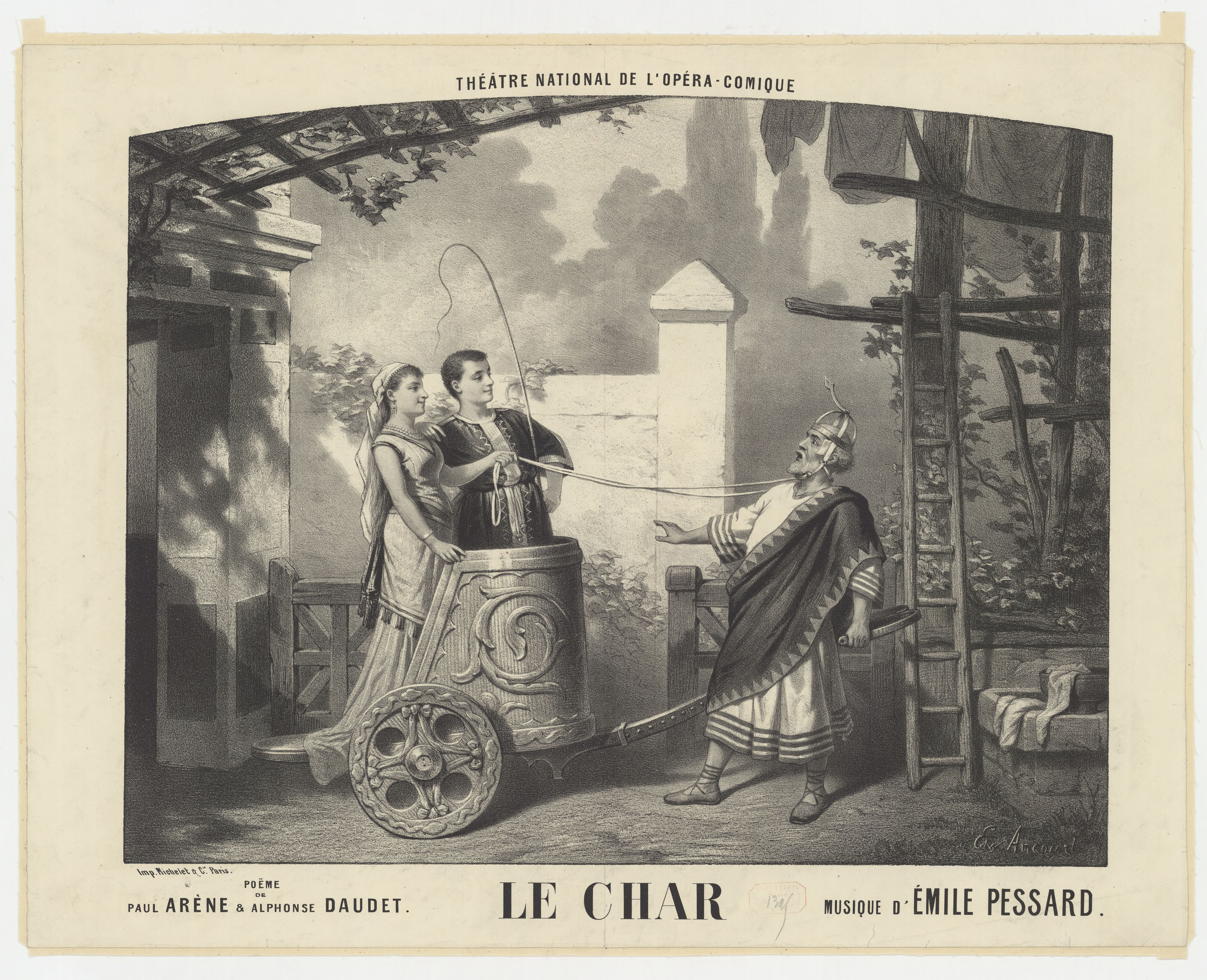
Plakat zur Aufführung der Oper in der Pariser Opéra-Comique 1878.

Als Aristoteles entdeckt, dass ihm sein Schüler entwischt ist und sich mit der jungen Schönen im „Addieren von Küssen“ statt von Zahlen übt, will der neidische Philosoph einen Brandbrief an König Philipp schreiben und Briseis nach Skythien ins Exil schicken lassen. Alexander fürchtet die Strafe seines Vaters, Briseis ihre Verbannung, aber sie entwickelt einen Plan, um den eifersüchtigen Alten von seinem Vorhaben abzubringen.
Der schmachtende alte Herr glaubt seine Chance gekommen und macht Briseis nun seinerseits Avancen. Sie lässt ihn ein Weilchen zappeln, bevor sie ihm einen geheimen Wunschtraum eingesteht, dass sie nämlich schon lange davon träumt, in einem Streitwagen durch die Gegend zu fahren. Zufällig steht ein Wagen im Hof, und Briseis fordert den liebeshungrigen Greis auf, mangels eines Pferdes kurzerhand sich selbst anzuschirren und sie herumzukutschieren. Aristoteles zaudert kurz, gehorcht aber dann und karrt sie durch den Hof. Alexander, der alles mit ansieht, springt zu Briseis in den Wagen, und Aristoteles, über die doppelte Last erstaunt, wendet sich um und muss erkennen, dass sein eigener Schüler Zeuge seiner Demütigung ist. Briseis jedoch, das unfreiwillige Opfer der beiden Galane, erlangt ihre Freiheit, weil sie verspricht, über das Vorgefallene vor König Philipp Schweigen zu bewahren. König Philipp naht, Aristoteles und Alexander nehmen schnell wieder den Unterricht auf, und der König scheint hochzufrieden mit Sohn und Lehrer.

## Entstehung
Die Autoren des Librettos berufen sich auf einen Schwank aus dem 13. Jahrhundert (Lai d’Aristote), der wiederum auf einem alten arabischen Schwank beruht (Le vizir sellé et bridé). In diesen Erzählungen dient Aristoteles als Reittier, in einer komischen Oper (Aristote amoureux ou le philosophe bridé), die ein Jahrhundert vor Le char herauskam, muss er Alexanders Geliebte in einem Streitwagen herumkutschen, ein Motiv, das Le char übernahm. Victor Hugo griff ebenfalls das Motiv des Aristotelesritts auf. Die Gedichtstrophe, in der er die Anekdote genüsslich zitiert, stellten die Autoren ihrem Libretto als Motto voran.

### Le vizir sellé et bridé
Die Fabel des sittenstrengen Ratgebers, der zum Reittier gedemütigt die Macht der Liebe am eigenen Leib verspürt, scheint auf einen arabischen Schwank zurückzugehen, der mündlich überliefert und von einem Adjaïbel Measer aufgezeichnet wurde. Er wurde unter dem Titel Le vizir sellé et bridé (Der Wesir mit Sattel und Zaum) 1772 auf Französisch veröffentlicht.

„Ein junger Sultan vergisst über seiner Leidenschaft für das weibliche Geschlecht die Staatsgeschäfte. Nach einer Ermahnung seines Wesirs zieht er sich von den Frauen zurück. Eine indische Sklavin will den Wesir als Heuchler entlarven und macht den alten Mann verliebt in sich, so dass er der Sklavin gesattelt und gezäumt als Reittier dient. Der Sultan, der den Wesir bei seinem Liebesdienst ertappt, entrüstet sich: „Schau einer an, ehrwürdiger Herr Sittenwächter, für einen so gestrengen Moralapostel seid Ihr doch ein rechter Narr.“ Schlagfertig entgegnet der Wesir: „Lasst Euch dies Beispiel eine Lehre sein. Meine närrische Verwandlung zeigt Euch trefflich, welche Gefahr die Liebe in sich birgt.““

### Lai d’Aristote
Um 1220 entstand auf der Grundlage des arabischen Vorbilds die altfranzösische Verserzählung Lai d’Aristote, die trotz ihres Titels eher ein Schwank ist als ein höfischer Lai. Der Dichter des Schwanks war Henri d’Andeli oder Henri de Valenciennes.

„Auf seinen Feldzügen erobert Alexander der Große auch Indien – und eine schöne Inderin ihn. Die Liebe zu ihr lässt ihn alles vergessen, bis sein alter Lehrer Aristoteles ihn an seine Pflicht gemahnt und er von seiner Freundin ablässt. Als diese erfährt, wem sie das verdankt, sinnt sie auf Rache. Sie bittet Alexander sich auf die Lauer zu legen und tändelt vor seinen Augen mit Aristoteles, bis er schließlich bereit ist, ihr als Reittier zu dienen. Alexander biegt sich vor Lachen, und Aristoteles wird von tiefer Scham ergriffen. Er muss einsehen, dass „die Liebe über alles siegt und siegen wird, solange die Welt besteht“.“

Ihrem Libretto stellten Paul Arène und Alphonse Daudet eine Widmung voran, in der sie dem Autor des Lai d’Aristote Respekt zollten für seinen Mut, als erster den ehrwürdigen Philosophen der Lächerlichkeit preiszugeben:
| Au vieil auteur du Lai d’Aristote Qui le premier osa Montrer le grave Stagyrite bridé par l’Amour Cette œuvre irrévérencieuse est dediée. | Dem alten Autor des Lai d’Aristote Der es als erster wagte Den würdigen Stagiriten an der Liebe Zügel zu zeigen Ist dieses respektlose Werk gewidmet. |

### Aristote amoureux ou le philosophe bridé
1780 wurde im Théâtre-Italien in Paris die komische Oper Aristote amoureux ou le philosophe bridé (Der verliebte Aristoteles oder der Philosoph im Zaum) uraufgeführt, hundert Jahre vor Le char, in dem ebenfalls Aristoteles als Zugtier eines Streitwagens statt als Reittier auftrat.

„Orphale, die Geliebte Alexanders, benutzt Aristoteles nicht als Reit-, sondern als Zugpferd: er muss sie in einem Streitwagen in der Gegend herumziehen und den mitleidigen Spott der Hofgesellschaft und seines früheren Schülers ertragen: „Wenn Sie ein Kind noch wären, wär’ es vielleicht verzeihlich. Aber ein Weiser! Ein Lehrer! Ein Aristoteles!“ Aber die gewonnene Erkenntnis versöhnt Aristoteles wieder mit der Welt: „Vergessen sei die List, die endlich mir die Augen öffnet für die Herrschergewalt des kleinsten aller Götter.““

### Victor Hugo
Die Autoren von Le char stellten dem Libretto als Motto eine Strophe aus dem Gedicht Post-scriptum des rêves (Postskriptum der Träume) von Victor Hugo aus dem Jahr 1859 voran. Während der Dichter die Zeit bedauert, die er an trockene Bücherweisheit verschwendet hat, erscheint ihm im Traum ein schwarzer Zwerg, der ihm auf Latein gute Ratschläge für eine freudvolle Lebensführung gibt. Eine Strophe ist dem verliebten Aristoteles und seinen Reittierdiensten gewidmet:
| Ô sages, comme vous rampâtes ! Campaspe est nue en son grenier Sur Aristote à quatre pattes ; L’esprit a l’amour pour ânier. | Oh Ihr Weisen, was wart Ihr doch für Kriecher! Campaspe, nackt auf ihrem Speicher, Ritt Aristoteles, als er auf allen Vieren trabte; Die Liebe ist des Geistes Eselstreiber. |